# Plotheia dorsialba
Plotheia dorsialba är en fjärilsart som beskrevs av Embrik Strand 1917. Plotheia dorsialba ingår i släktet Plotheia och familjen trågspinnare. Inga underarter finns listade i Catalogue of Life.